# Freddie King
Pour les articles homonymes, voir Freddy et King.
Fred King, dit Freddie (ou Freddy) King, né le 3 septembre 1934 à Gilmer, au Texas, et mort le 28 décembre 1976 à Dallas, au Texas, est un guitariste et chanteur de blues américain. Il fut une des influences majeures du blues britannique, via notamment Eric Clapton, Peter Green, Stan Webb ainsi que Stevie Ray Vaughan qui reprirent nombre de ses chansons, notamment les standards Have You Ever Loved a Woman (dont il n'était pas l'auteur), The Stumble ou Hide Away. Il a été admis au Rock and Roll Hall of Fame en 2012 et le magazine Rolling Stone l'a placé en 15e position dans sa liste des meilleurs guitaristes de tous les temps. Il est, avec B.B. King et Albert King, un des trois kings de la guitare blues.

## Technique
Guitariste et chanteur, Freddie King utilisait des onglets à la main droite (plastique pour le pouce et métal pour l'index) et portait sa bandoulière, de manière inhabituelle pour un droitier, sur l'épaule droite.

## Biographie
Né à Gilmer au Texas, Freddie King déménage avec sa mère à l'âge de 16 ans à Chicago. Il commence à ce moment à y jouer dans les clubs en compagnie de deux harmonicistes Earl Payton et Little Sonny Cooper. Il enregistre son premier morceau en 1956 pour un petit label local (El-Bee) et quitte son emploi pour se consacrer entièrement à la musique en 1958. C'est en 1960 que Freddie King rencontre le pianiste Sonny Thomson qui formera avec Bill Willis à la basse et Philip Paul à la batterie la formation principale avec laquelle il réalisera l'essentiel de sa carrière et notamment Hide Away son plus gros tube. Mentionné dans le hit de Grand Funk Railroad We're an American Band comme aimant jouer au poker.
Il meurt en 1976 des suites d'un ulcère de l'estomac.

## Discographie

### Albums CD
- Texas sensation (Charly) 1990
- Blues guitar hero (Ace)
- Just pickin' (Modern blues)
- Sings (Modern Blues)
- Blues master (Atlantic) 1969
- My feeling for the blues (Atlantic) 1970
- Getting ready (Shelter) 1971
- Texas cannonball (Shelter) 1972
- Woman across the river (Shelter)1973
- Freddie king of the blues (EMI-Shelter) 1995
- Freddie King (Warner blues)
- Burglar (RSO-Polydor) 1974
- Larger than life (RSO-Polydor) 1975
- 1934-1976 (RSO-Polydor) 1976
- Live in Antibes 1974 (Esoldun - INA)
- Live in Nancy 1975 2 CD (Esoldun-INA)
- King of the blues 1995 (Shelter) 2 CD reprenant les années Shelter et incluant des inédits.

### Enregistrements
- My feeling for the blues, (1969)
- Stormy Monday (1969)
- Yonder wall
- Get out of my life, woman (1968)
- What'd I Say
- Hide Away
- Funky
- Wide open
- Woke up this morning
- Today I sing the blues
- Play it cool
- Blue shadows
- You don't have to go (1969)
- I don't know
- Stumble
- Ain't nobody's business what we do
- The Things That I Used to Do
- Let me down easy
- Today